# Maxime Daigneault
Maxime Daigneault (né le 23 janvier 1984 à Saint-Jacques-le-Mineur, dans la province de Québec au Canada) est un joueur professionnel canadien de hockey sur glace qui évolue au poste de gardien de but.

## Carrière de joueur
Entre 2000 et 2004, il évolue avec les Foreurs de Val-d'Or de la Ligue de hockey junior majeur du Québec.
En 2002, il est repêché en 2e ronde (59e au total) par les Capitals de Washington.
Il commence sa carrière professionnelle en 2004, alors qu’il évolue avec les Pirates de Portland de la Ligue américaine de hockey et les Stingrays de la Caroline du Sud de l'East Coast Hockey League.
Il joue par la suite avec les Bears de Hershey, les Admirals de Milwaukee et le Wolf Pack de Hartford dans la Ligue américaine de hockey, ainsi qu’avec les Cyclones de Cincinnati et les Checkers de Charlotte de l'ECHL.	
Durant la saison 2009-2010, il se joint au Saint-François de Sherbrooke de la Ligue nord-américaine de hockey.
Le 25 août 2011, il signe une prolongation de contrat avec l'équipe qui porte désormais le nom du Wild de Windsor.
Le 5 juillet 2012, il signe un contrat avec les Riverkings de Cornwall, puis sans même avoir disputé un seul match avec l'équipe, il est échangé le 27 novembre aux Marquis de Jonquière.
Le 9 juin 2013 il est réclamé par les Braves de Valleyfield lors du repêchage d'expansion. Le 11 octobre il est libéré par l'équipe.

## Statistiques
| 2000-2001 | Foreurs de Val-d'Or             | LHJMQ          | 28 | 14 | 8  | 1 | 1386 | 82  | 0 | 3,55 | 87,6 % | 10 | 8 | 1 | 0 | 504 | 21 | 0 | 2,50 | 91,9 % |
| 2001      | Foreurs de Val-d'Or             | Coupe Memorial | -  | -  | -  | - | -    | -   | - | -    | -      | 5  | 3 | 2 | 0 | 335 | 18 | 0 | 3,22 | 90,2 % |
| 2001-2002 | Foreurs de Val-d'Or             | LHJMQ          | 61 | 25 | 27 | 5 | 3270 | 184 | 3 | 3,38 | 87,7 % | 7  | 3 | 4 | 0 | 431 | 23 | 0 | 3,20 | 88,7 % |
| 2002-2003 | Foreurs de Val-d'Or             | LHJMQ          | 48 | 23 | 18 | 3 | 2694 | 138 | 2 | 3,07 | 89,3 % | 8  | 4 | 3 | 0 | 487 | 23 | 1 | 2,83 | 88,0 % |
| 2003-2004 | Foreurs de Val-d'Or             | LHJMQ          | 57 | 23 | 22 | 9 | 3249 | 158 | 2 | 2,92 | 91,2 % | 7  | 3 | 4 | 0 | 416 | 16 | 0 | 2,31 | 93,1 % |
| 2004-2005 | Pirates de Portland             | LAH            | 11 | 3  | 2  | 1 | 473  | 23  | 0 | 2,91 | 90,6 % | -  | - | - | - | -   | -  | - | -    | -      |
| 2004-2005 | Stingrays de la Caroline du Sud | ECHL           | 21 | 11 | 6  | 1 | 1172 | 59  | 1 | 3,02 | 90,4 % | -  | - | - | - | -   | -  | - | -    | -      |
| 2005-2006 | Stingrays de la Caroline du Sud | ECHL           | 38 | 16 | 12 | 9 | 2172 | 117 | 1 | 3,23 | 90,6 % | -  | - | - | - | -   | -  | - | -    | -      |
| 2005-2006 | Bears de Hershey                | LAH            | 3  | 0  | 1  | 2 | 190  | 7   | 0 | 2,21 | 90,9 % | -  | - | - | - | -   | -  | - | -    | -      |
| 2006-2007 | Bears de Hershey                | LAH            | 33 | 23 | 6  | 0 | 1815 | 80  | 3 | 2,64 | 91,0 % | -  | - | - | - | -   | -  | - | -    | -      |
| 2007-2008 | Admirals de Milwaukee           | LAH            | 9  | 4  | 5  | 0 | 474  | 20  | 2 | 2,53 | 90,9 % | -  | - | - | - | -   | -  | - | -    | -      |
| 2007-2008 | Cyclones de Cincinnati          | ECHL           | 14 | 11 | 3  | 0 | 826  | 36  | 1 | 2,62 | 90,5 % | 7  | 5 | 1 | 1 | 390 | 18 | 0 | 2,77 | 91,0 % |
| 2008-2009 | Wolf Pack de Hartford           | LAH            | 3  | 0  | 2  | 0 | 117  | 7   | 0 | 3,58 | 88,5 % | -  | - | - | - | -   | -  | - | -    | -      |
| 2008-2009 | Checkers de Charlotte           | ECHL           | 24 | 11 | 11 | 1 | 1372 | 75  | 0 | 3,28 | 90,0 % | 3  | 1 | 1 | 0 | 76  | 5  | 0 | 3,95 | 88,9 % |
| 2009-2010 | Saint-François de Sherbrooke    | LNAH           | 13 | 6  | 2  | 4 | 742  | 39  | 0 | 3,15 | 89,0 % | 11 | 6 | 2 | 2 | 686 | 38 | 0 | 3,32 | 89,9 % |
| 2010-2011 | Saint-François de Sherbrooke    | LNAH           | 27 | 13 | 8  | 3 | 1458 | 82  | 0 | 3,37 | 89,6 % | 2  | 0 | 0 | 0 | 56  | 6  | 0 | 6,40 | 79,3 % |
| 2011-2012 | Wild de Windsor                 | LNAH           | 18 | 7  | 4  | 1 | 807  | 62  | 0 | 4,61 | 85,8 % | 5  | 2 | 2 | 0 | 208 | 9  | 1 | 2,60 | 93,2 % |

### Statistiques en équipe nationale
| Année | Équipe | Compétition                     |   | PJ | V | D | N   | Min | BC | BL   | Moy    | %Arr        |  | Résultat |
| 2002  | Canada | Championnat du monde junior -18 | 5 | 1  | 4 | 0 | 298 | 26  | 0  | 5,24 | 85,6 % | 6e position |  |          |

## Trophées et honneurs personnels
- Ligue nord-américaine de hockey
  - 2010-2011 : gagne la Coupe Canam avec le Saint-François de Sherbrooke.
- East Coast Hockey League
  - 2007-2008 : gagne la Coupe Brabham, le Trophée Gingher et la Coupe Kelly avec les Cyclones de Cincinnati.
- Ligue de hockey junior majeur du Québec
  - 2000-2001 : gagne la Coupe du président et participe à la Coupe Memorial avec les Foreurs de Val-d'Or.
- Ligue canadienne de hockey
  - Coupe Memorial 2001 : reçoit le trophée Hap-Emms remis au gardien de but par excellence et élu dans l’équipe d’étoiles.